# Transformada discreta de Fourier

En matemàtica aplicada, i més particularment en teoria del senyal, la transformada discreta de Fourier o transformada de Fourier discreta, a vegades denotada per l'acrònim DFT de l'anglès discrete Fourier transform, és un tipus de transformada discreta usat en el processament del senyal digital, anàleg a la transformada de Fourier per al processament del senyal analògic.

Fig.1 Relació entre la transformada de Fourier (contínua) i la transformada discreta de Fourier. Columna esquerra: una funció contínua (dalt) i la seva transformada de Fourier (baix). Columna central esquerra: suma periòdica de la funció original (dalt). La Transformada de Fourier (baix) és zero excepte en punts discrets. La transformada inversa és una suma de sinusoides anomenada sèrie de Fourier. Columna central dreta: la funció original és discretitzada (multiplicada per la pinta de Dirac) (dalt). La seva transformada de Fourier (baix) és un sumatori periòdic (DTFT) de la transformada original. Columna dreta: La DFT (baix) calcula les mostres discretes de la funció contínua DTFT. La DFT inversa (dalt) és un sumatori periòdic de les mostres originals. L'algorisme FFT calcula un cicle de la DFT i la seva inversa és un cicle de la DFT inversa.

## Definició
La transformada discreta de Fourier és una operació que permet obtenir la versió mostrejada de la transformada de Fourier d'un senyal discret (DTFT).
Primerament, seria bo relacionar la DFT amb la DTFT o Discrete Time Fourier Transform. Aquesta última permet passar un senyal del domini temporal al domini freqüencial. El senyal resultant té la particularitat que és continu i de variable real, tot i que aquesta operació s'aplica a un senyal discret.
L'entrada de la DFT és una seqüència finita de nombres reals o complexos, de manera que és ideal per a processar informació emmagatzemada en suports digitals. En particular, la DFT s'utilitza comunament en processament digital de senyals i altres camps relacionats dedicats a analitzar les freqüències que conté un senyal mostrejat, també per a resoldre equacions diferencials parcials, i per dur a terme operacions com convolucions o multiplicacions d'enters llargs. Un factor molt important per a aquest tipus d'aplicacions és que la DFT pot ser calculada de forma eficient en la pràctica utilitzant l'algorisme de la transformada ràpida de Fourier o FFT (Fast Fourier Transform).
Així doncs, si s'observa la definició de la DTFT:
{\displaystyle X(w)=\sum _{n=-\infty }^{\infty }x[n]e^{-jwn}}

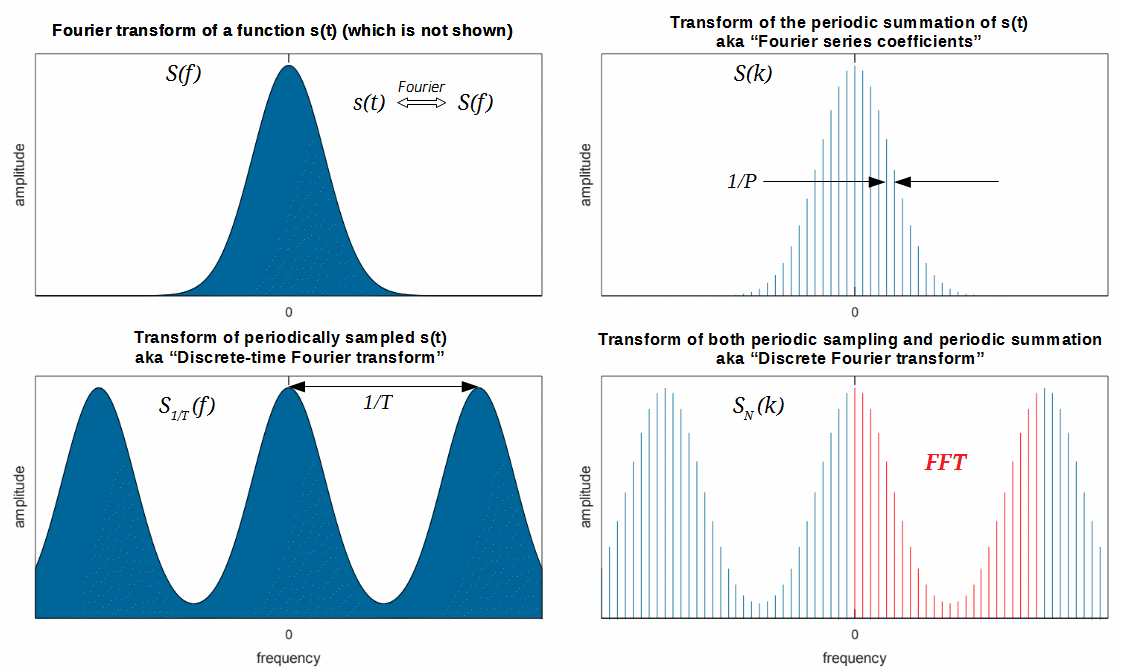
Fig.2 Representació d'una Transformada de Fourier (superior-esquerra) i el seu sumatori o DTFT (inferior-esquerra). La seqüència de la part superior dreta són els coeficients de la sèrie de Fourier. La seqüència de la part inferior dreta és la DFT.

es veu que es pot mostrejar aquest senyal per a N mostres de la següent manera:
A partir de l'expressió {\displaystyle {\frac {w}{2\pi }}={\frac {k}{n}}}, es pot trobar la freqüència angular d'un senyal discret. S'arribaria a tenir {\displaystyle X_{n}[k]} substituint, simplement, {\displaystyle \omega } per {\displaystyle {\frac {2\pi k}{n}}}. Amb això es tindria un senyal discret de N mostres. Aquest cas seria la discretització de la Transformada de Fourier d'un senyal discret.
{\displaystyle {X_{n}}[w]=\sum _{n=0}^{N-1}x[n]e^{\frac {-j2\pi kn}{N}}}
On {\displaystyle \omega } és la freqüència angular, N el nombre de mostres desitjades, k la variable independent del senyal obtingut i n la variable independent del senyal original.
També es pot realitzar la Transformada discreta de Fourier inversa (IDFT o Inverse Discrete Time Transform) a partir d'un procediment molt similar a aquell que s'aplica a la Transformada inversa de Fourier per a senyals continus. Les modificacions que cal aplicar respecte a la DFT són les següents: 
- Un factor 1/N que afecti tot el sumatori.
- Un coeficient –1 a l'exponencial.

Com es pot veure, queda un exponent positiu i el factor 1/N multiplicant. A partir d'aquesta fórmula s'aconsegueix recuperar, doncs, el senyal original, en funció de n.
{\displaystyle x[n]={\frac {1}{N}}\sum _{n=0}^{N-1}x[k]e^{\frac {j2\pi kn}{N}}\ }

## Propietats

### Aliasing
Per tal de tenir un senyal que se cenyeixi a la realitat, N'ha de complir el criteri de Nyquist. El nombre de mostres ha de ser el doble de la llargada del senyal original. Ens serveix per no tenir aliasing.

### Periodicitat N
Si s'agafen N mostres de {\displaystyle \omega } a l'interval 0 i 2{\displaystyle \pi }, és innecessari agafar més de N mostres, ja que la TF és 2{\displaystyle \pi }-periòdica.
{\displaystyle X_{N}[k]=X_{N}[k+n]\ }

### Linealitat
{\displaystyle {\alpha DFT[x[n]]+\beta DFT[x[n]]=\alpha X_{N}[k]+\beta X_{N}[k]}\ }
{\displaystyle {DFT[\alpha x[n]]+DFT[\beta x[n]]=\alpha X_{N}[k]+\beta X_{N}[k]}\ }

### Desplaçament
S'observa que un desplaçament al senyal original fa aparèixer una exponencial complexa. Aquesta no modifica l'amplitud del senyal atès que té mòdul 1.
{\displaystyle x[n-m]\rightarrow X_{N}[k]e^{\frac {-j2\pi km}{N}}\ }
{\displaystyle |x[n-m]|\rightarrow |X_{N}[k]|\ }

### Modulació
El cas contrari al desplaçament. Si el senyal original està multiplicat per una exponencial complexa, produirà un desplaçament a la DFT. L'exponencial no afecta a l'amplitud perquè el seu mòdul és 1.
{\displaystyle e^{\frac {-j2\pi km}{N}}x[n]\Rightarrow X_{N}[k-m]\ }
{\displaystyle |x[n]|\Rightarrow |X_{N}[k-m]|\ }

### Convolució
Existeix un analogisme amb els senyals continus. Aquesta propietat s'acompleix en ambdós tipus de senyals.
S'utilitza molts cops per a simplificar càlculs atès que el producte és una operació molt més fàcil de realitzar.
{\displaystyle x[n]*h[n]=X_{N}[k]H[k]\ }

## Transformada discreta de Fourier Vs. Sèrie de Fourier
En les sèries de Fourier es parteix d'un senyal x(t), temporal, continu i periòdic (període T) i s'obtenen els coeficients X[k], que és una funció de la freqüència, aperiòdica i discreta amb una distància entre dos valors consecutius de f0=1/T.
En la DTFT es parteix d'un senyal discret en el temps x[n], amb període de mostreig ts=1/fs i aperiòdic i s'obté una funció X(f), que és funció contínua de la freqüència i periòdica amb període fs.

## Aplicacions
La DFT ha vist un ampli ús en un gran nombre de camps, cosa que s'esbossa amb alguns exemples a continuació (vegeu també les referències al final). Totes les aplicacions de la DFT depenen decisivament de l'existència d'un algorisme ràpid per calcular les transformades de Fourier discretes i llurs inverses, una transformació ràpida de Fourier.

### L'anàlisi espectral
Quan la DFT s'utilitza per a l'anàlisi espectral, el \ (x_n \) \, seqüència en general representa un conjunt finit de manera uniforme a l'espai de temps mostres d'alguna senyal x (t) \,, on t representa el temps. La conversió de temps continu de mostres (temps discret) els canvis del subjacent transformada de Fourier de x (t) en un temps discret transformada de Fourier (DTFT), que generalment implica un tipus de distorsió diu aliasing. Selecció d'una mostra adequada de canvi (vegeu freqüència de Nyquist) és la clau per reduir al màxim aquest distorsió. De la mateixa manera, la conversió d'un molt llarg (o infinit) de seqüència a una mida manejable implica un tipus de distorsió anomenada fuga, que es manifesta com una pèrdua de detall (resolució aka) a la DTFT. Elecció d'un llarg apropiat sub-seqüència és la clau principal per reduir al màxim aquest efecte.

### Compressió de dades
El camp de processament del senyal digital es basa en gran manera de les operacions en el domini de la freqüència (és a dir, la transformada de Fourier). Per exemple, la imatge de diverses pèrdues i els mètodes de compressió de so fan servir la transformada de Fourier discreta: el senyal es talla en segments curts, cadascun es transforma i aleshores els coeficients de Fourier de les freqüències altes, que se suposa que són imperceptibles, es descarten. El descompressor calcula la transformada inversa basada en aquest reduït nombre de coeficients de Fourier. Les aplicacions de compressió de dades utilitzen sovint una forma especialitzada de la DFT, la transformada discreta del cosinus modificada o, de vegades, la transformació discreta del cosinus.

### Equacions diferencials parcials
La transformada discreta de Fourier sovint s'utilitza per a resoldre equacions diferencials parcials, on de nou s'usa la TDF com una aproximació a les sèries de Fourier (que es recupera en el límit de l'infinit N). L'avantatge d'aquest enfocament és que amplia el senyal de les exponencials complexes einx, que són funcions pròpies de la diferenciació: d/dx einx = in einx. Així, en la representació de Fourier, la diferenciació és simple: tan sols multipliquem per i n.

## Exemple
Per un senyal mostrejat de durada 4 mostres tals que {\displaystyle x[n]=\ }{1 1 1 1} (pols de durada 4 mostres)
Es pot veure que si es fa la DFT per a N=8 mostres s'obté:
{\displaystyle X_{8}[k]=\ }{4, 1 – 2’4142j, 0, 1- 0’4142j, 0, 1+ 0’4142j, 0, 1 + 2’4142}
.